# 呂益昌
呂益昌，字茂園，河南长垣县人，清朝官员。同進士出身。

## 生平
雍正四年丙午科（1726年）舉人，雍正五年（1727年）聯捷丁未科三甲進士。曾任福建建陽縣知縣。